# 機動戦士ガンダム スピリッツオブジオン
『機動戦士ガンダム スピリッツオブジオン』（きどうせんしガンダム スピリッツオブジオン）は、バンプレストより発売された「ガンダムシリーズ」を題材としたアーケードゲームシリーズ。

2006年12月下旬に『機動戦士ガンダム スピリッツオブジオン 〜修羅の双星〜』（〜しゅらのそうせい）が、2007年9月21日に続編『機動戦士ガンダム スピリッツオブジオン 〜戦士の記憶〜』（〜せんしのきおく）がそれぞれ稼動開始した。

## 概要
本作はアニメ『機動戦士ガンダム』を題材にしたガンシューティングゲーム。
敵役として登場したジオン公国軍のモビルスーツ・ザクIIに搭乗する二人のパイロットが主人公となっている。筐体に備えられたガンコントローラーはザクの武装である「ザクマシンガン」を模したものとなっており、これを画面へ向けて攻撃態勢、離して回避行動と再装填（リロード）をしながら敵を倒しゲームを進行させていく。のちにステージやシステムを追加・変更した『機動戦士ガンダム スピリッツオブジオン 〜戦士の記憶〜』が発表された。
また、2006年12月に角川書店から発売された雑誌『ガンダムエーススペシャル ゲーム特集号』では、本作の小説作品『Spirits of ZEON』（作：大久保貴史、イラスト：山田秀樹）が掲載されている。
なお、本作はゲーム内の演出上、独自の設定で描かれているため、従来のガンダム作品の設定とは異なる部分や矛盾点が多い。そのため、宇宙世紀内の架空戦記作品として扱われる向きもある。
当時バンプレストの親会社だったバンダイナムコが開発した『タイムクライシスシリーズ』と一部システム・操作方法が共通している。

## ストーリー
宇宙世紀0079年、地球連邦からの独立を求めるジオン公国と、それを阻止したい地球連邦とのあいだでは、のちに一年戦争と呼ばれる戦争状態下にあった。
ジオン公国軍の「MS-06 ザクII」は、言わずと知れた一年戦争の名機であったが、戦争後半になると、相次いで登場した新鋭機にその座を奪われるようになる。だがジオン軍には、新鋭機に乗り換えずにザクIIをこよなく愛し続ける、カート・ラズウェル中尉、ロビン・ブラッドジョー中尉というふたりの猛者がいた。北米降下作戦時、その輝かしい戦果から「修羅の双星」というあだ名をもらったふたりは、愛機とともに戦場を駆け抜けてゆく。

## ザクの搭載武装
ザクマシンガン
基本装備でありメインウェポン。攻撃態勢の時にトリガーを引いて使用する。
1マガジンに50発装填されておりマガジンは無限で、回避行動をすると自動的にリロードされる。
ザクバズーカ
攻撃態勢の時に、コントローラーのグリップに付いているボタンを押しながらトリガーを引くと発射する。
弾数制限があるがノーマルのジムと敵MSの盾なら一発で破壊でき爆風にも攻撃判定がある（ボスの盾はどんな攻撃でも破壊不可能）。
ヒートホーク
白兵戦用の斧。攻撃態勢かつ敵MSに接近されている時に、グリップのボタンを押しながらトリガーを引くと振るう。
攻撃したタイミングと敵機により威力は変わる。回数制限は無いが、次に振るえるようになるまでのタイムラグがあるので連続攻撃はできない。
クラッカー
手榴弾。回避行動中に、グリップのボタンを押しながらトリガーを引くと使用する。全体に攻撃し、短い間敵MSを怯ますことが可能だが、盾で防御されると無効になる。弾数制限あり。
必殺技「修羅双連撃」
ボス戦（ステージボスおよびガンダム4号機、5号機を含めた対ガンダム戦）でクラッカーを使用するか、格闘攻撃をされる前にヒートホークで攻撃すると、敵機に「CHANCE」の表示と共にSPゲージが現われ、その時にマシンガンを撃ち込むことでゲージをフルにすると発動し、無条件で勝利となる。但し、敵機が1機のみでないとSPゲージが表示されず、戦艦及び「不死身の第四小隊」戦でも表示されない。2人プレイ時のみ出せる必殺技のようだが、攻撃の演出が2人がかりなだけで、1人プレイでも発動は可能である。
技としては、二機がザクマシンガンを連射しながら敵機に突撃、カート機が敵機の顔面部に、ロビン機が腹部に蹴りを放った後、止めは敵機の両側から、二機同時にヒートホークで一刀両断する。

## ステージ紹介
ステージ1：ジャブロー降下作戦
- エリア1／ジャブロー密林地帯 - 地球連邦軍本部ジャブローを制圧すべく空挺降下した修羅の双星らジオン軍は、ジャングルで連邦軍部隊と一戦を交える。最後に航空部隊を支援のため、大型砲台を破壊することになる。

ステージ1エリア2は、ふたつ存在し、どちらに行くかは自由に決められる。
- エリア2（EASY）／ジャブロー地下空洞 - ゲートに突入した修羅の双星は、シャア専用ズゴックとともに地下空洞を攻略する。シャア・アズナブルとどちらが多くの敵を撃破できるかを争う。終盤でシャアと別れ、中ボスであるジム・ストライカーとの戦闘を繰り広げる。
- エリア2（HARD）／ジャブロー宇宙ドック…ゲートに突入した修羅の双星は、建造中のペガサス級3番艦を撃破すべく、宇宙ドックへと強襲する。激しい抵抗を掻い潜ってペガサス級3番艦の元へ到着するが、艦はほぼ完成しており搭載武装で抵抗してくる。
- エリア3／ジャブロー地下施設 - ジャブロー基地最深部に辿り着き、次々と敵を撃破していく修羅の双星の前にプロトタイプ・ガンダムが現れる。

ステージ2：ニューヤーク防衛戦
- エリア1／ニューヤーク第一防衛ライン - ニューヤークで連邦軍に苦戦するジオン軍。遂に味方全部隊に撤退命令が出され、修羅の双星も宇宙へ脱出すべくHLV基地に向かうことになる。敵の追っ手を払い除け、第一防衛ライン脱出というところで、連邦軍大型陸上艦「ビッグ・トレー」が立ち塞がる。
- エリア2／ニューヤーク市街地 - どうにか第一防衛ラインからの脱出に成功した修羅の双星だったが、市街地のロータリー広場で敵部隊に包囲される。
- エリア3／ニューヤークHLV基地 - HLV基地に到着した修羅の双星が見たものとは、「陸戦型ガンダム小隊」をはじめとする多数の敵部隊だった。基地が激しい爆撃に曝されるなか、修羅の双星は脱出のための抵抗を続ける。

ステージ3：ソロモン攻防戦
- エリア1／ソロモン内部通路 - 専用機に乗り換えた修羅の双星は、シン・マツナガ大尉の指示のもと、ソロモン内部に攻め込んできた連邦軍を迎え撃つ。
- エリア2／ソロモン外部施設 - 連邦軍の猛攻とソーラ・システムの前に撤退命令が出され、艦隊に合流するためビグ・ザムの攻撃に巻き込まれないよう、敵の追撃を突破していく。最後に「不死身の第四小隊」が現れる。
- エリア3／ソロモン格納庫周辺 - 「不死身の第四小隊」を撃退するも、ジオン軍司令部からソーラ・システムの第二波がせまりつつある事を知らされる。連邦軍の足止めをかいくぐり、格納庫に避難する修羅の双星だが、そこでフルアーマー・ガンダムと遭遇する。

ステージ4：宇宙要塞ア・バオア・クー
- エリア1／ア・バオア・クー Sフィールド周辺 - ア・バオア・クー防衛にあたっていた修羅の双星は、ジョニー・ライデン少佐からドロスに取り付いている敵の新型機の排除を指示される。ジムや戦艦を次々と撃破していく友軍のジオングを目にしながら、ドロスへ向かう。
- エリア2／ア・バオア・クー サラミス級巡洋艦残骸周辺 - 敵の新型機を倒すも、ある通達が入る。その内容に衝撃を受ける修羅の双星だが、突如サラミスの残骸から攻撃を受け、大量のボールと先行量産型ボールが襲い掛かる。
- エリア3／ア・バオア・クー最終防衛ライン - 善戦むなしくドロスは落とされ、絶望しかける修羅の双星だったが、ライデン少佐から最後の願いともいえる指示を受け、グワジンが停泊しているドックへと急ぐ。

## 登場人物
以下は本作独自設定であり、既存の「ガンダムシリーズ」から登場するキャラクターは、本来の設定とは異なる部分が存在する。

### ジオン公国軍

#### 修羅の双星（主人公）
カート・ラズウェル（1P側主人公）
声：小山力也
搭乗機体：ステージ1、2 -ザクII(MS-06)、ステージ3、4 - 高機動型ザクII(MS-06R-2)
オリジナルキャラクター。階級は中尉。北米降下作戦時、ロビンとのコンビネーションによる功績を挙げ、「修羅の双星」と呼ばれるに至る。冷静沈着な性格であり、ロビンをたしなめることもしばしばある。
パーソナルエンブレムである角の生えた赤いドクロが施された通常のザクIIに搭乗。ソロモン戦以降は、白と赤に塗り分けられた専用の高機動型ザクII（R-2型）に乗り換える。
ロビン・ブラッドジョー（2P側主人公）
声：三木眞一郎
搭乗機体：ステージ1、2 -ザクII(MS-06)、ステージ3、4 - 高機動型ザクII(MS-06R-1A)
オリジナルキャラクター。階級は中尉。北米降下作戦時、カートとのコンビネーションによる功績を挙げ、「修羅の双星」と呼ばれるに至る。お調子者で、戦場においても言動は積極的。反面、叩き上げであり無謀な行動は決して取らない性格。
パーソナルエンブレムである角の生えた青いドクロが施された通常のザクIIに搭乗。ソロモン戦以降は、白と青に塗り分けられた専用の高機動型ザクII（R-1A型） に乗り換える。

#### その他ジオン公国軍関係者
シャア・アズナブル
搭乗機体：ステージ1 - シャア専用ズゴック、ステージ4 - ジオング
1面および4面に登場し、多くの連邦軍の機体を撃破していくが、ゲーム中では一言も話さずカットインも登場しない。
ジョニー・ライデン
声：井上和彦
搭乗機体：高機動型ゲルググ
4面に登場。
シン・マツナガ
声：中村秀利
搭乗機体：高機動型ザクII(MS-06R-1A)
3面に登場。従来の設定では新型機受領のためソロモンを離れており参戦できなかったが、本作ではソロモン戦に参加している。
ドズル・ザビ
声：郷里大輔
搭乗機体：ビグ・ザム
最初の操作説明（銃の持ち方の説明）および3面に登場。
ジオン指揮官
声：石井康嗣
搭乗機体：グフカスタム
オリジナルキャラクター。2面に登場。眼鏡をかけた隻眼の男性で、修羅の双星に指示をする。彼らをHLVでソロモンまで撤退させるためにみずから殿（）となる。
ジオン一般兵
声：市来光弘
ジオン通信兵
声：水島大宙

### 地球連邦軍

#### 地球連邦軍エースパイロット
ファレル・イーハ
声：志賀克也
搭乗機体：プロトタイプ・ガンダム
オリジナルキャラクター。階級は中尉。地球連邦軍ジャブロー基地所属。戦闘機パイロット時代から実力は高いが、性格に問題があり形勢が悪くなると自機を貶すなど器量は狭い。プロトタイプ・ガンダムのテストパイロットであることに相当な誇りを持っているようであり、ガンダムの名を連呼するが、当機が撃墜されると「くそマシン」と吐き捨てている。
タカシ・キタモト
声：北本卓士
搭乗機体：フルアーマー・ガンダム
オリジナルキャラクター。階級は大尉。サイド7出身。宇宙戦闘機乗りであったが、ジオンの軍事活動によって家族が行方不明になったため、MS部隊編成に伴いMSパイロットへと転向。ジオンへの敵愾心からか次々と戦果を挙げた。遠距離砲撃と近接戦闘を得意とし、その適正と実力からフルアーマー・ガンダムを受領した。ソロモン攻略戦の切り札として期待がかけられていた。
なお、名前は声優も務める当ゲームのプロデューサー北本卓士に由来する。
ルース・カッセル
声：増谷康紀
搭乗機体：ガンダム4号機
フォルド・ロムフェロー
声：うえだゆうじ
搭乗機体：ガンダム5号機
共に第16独立戦隊「サラブレッド」所属。ア・バオア・クーでドロスを襲撃中に修羅の双星と対峙する。2機のガンダムによる絶妙なコンビネーションで、彼らを苦しめる。
アムロ・レイ
声：古谷徹
搭乗機体：ガンダム
第13独立戦隊「ホワイトベース」所属。最後の任務を果たそうとする修羅の双星の前に立ちはだかる本作の最終ボス。これまでのパイロットとは比較にならないほどの動きの速さで攻撃する。アムロとの戦いは2段階ある。

#### 陸戦型ガンダム小隊
修羅の双星が宇宙へと逃れるため訪れたニューヤークのHLV基地に、地球連邦軍の他の部隊とともに陣取っている。チームワークはかなり良い。
バリー・バルザリー
声：三宅健太
搭乗機体：陸戦型ガンダム
オリジナルキャラクター。階級は少尉。グランドキャニオン戦線での功績により陸戦ガンダム小隊の隊長を任せられる。だらしなさそうでいて、実は部下思いの熱血漢。
ナオ・ジェシカ・パーカー
声：高木礼子
搭乗機体：陸戦型ガンダム
オリジナルキャラクター。階級は軍曹。陸戦ガンダム小隊の女性パイロット。周囲のクルーからの人気が高い。生真面目な性格で、時折隊長であるバリーをたしなめる。
セバスチャン・クリエ
声：石川ひろあき
搭乗機体：陸戦型ガンダム
オリジナルキャラクター。階級は軍曹。陸戦ガンダム小隊の隊員。整備士出身で争いを好まない優しい性格。本大戦で多くの同僚を失いMSパイロットに志願した。

#### 不死身の第四小隊
ソロモンでドズル・ザビが戦死するとこの部隊が出現し、修羅の双星と戦闘を始める。4機のチームワークで挑んでくるが、他のジム系列のMSとは違い、どの機体も撃破することは不可能（4機で一本の耐久力ゲージを共有しているため）であり、クラッカーも効果は低い。耐久力ゲージがなくなると撤退する。
サウス・バニング
声：菅原正志
搭乗機体：ジム・スナイパーII
ベルナルド・モンシア
声：茶風林
搭乗機体：ジム・コマンド
チャップ・アデル
声：幹本雄之
搭乗機体：ジム・コマンド
アルファ・A・ベイト
声：今村直樹
搭乗機体：ジム・コマンド

#### その他地球連邦軍関係者
ペガサス級 3番艦艦長
声：西前忠久
搭乗艦：ペガサス級 3番艦
ビッグ・トレー艦長
声：上別府仁資
搭乗艦：ビッグ・トレー
ソーラ・システム司令官
声：望月健一
連邦一般兵
声：吉水孝宏
連邦通信兵
声：白熊寛嗣

## 登場兵器

### ジオン公国軍
ザク系列MS
- MS-05 ザクI 　
- MS-06 ザクII
- MS-06R-1A 高機動型ザクII
- MS-06R-2 高機動型ザクII

グフ系列MS
- MS-07B グフ
- MS-07B-3 グフカスタム

ドム系列MS
- MS-09 ドム

ゲルググ系列MS
- MS-14A ゲルググ
- MS-14B 高機動型ゲルググ

ズゴック系列MS
- MSM-07S シャア専用ズゴック(ズゴック後期型)

ジオング系列MS
- MSN-02 ジオング

MA
- MA-08 ビグ・ザム

戦艦
- ガウ
- ムサイ
- チベ
- グワジン
- ドロス

### 地球連邦軍
ガンキャノン系列MS
- RX-77-2 ガンキャノン
- RX-77-2 ガンキャノン重装型 - 240mm低反動キャノン砲を撃ってくる。ただし4面のガンキャノンのみ、蹴りによる格闘攻撃も行う。

ジム系列MS
- RGM-79 ジム - 最も多く登場するMS。ビームスプレーガンによる射撃が中心だが、380mmハイパーバズーカを装備した機体やビームサーベルで攻撃する機体も存在する。シールドで防御している機体のシールドを破壊すると、高確率でビームサーベルでの反撃を行う。
- RGC-80 ジムキャノン - 肩部240mmロケット砲を撃ってくる。耐久力と威力は高めで連射もしてくる。
- RGM-79SC ジムスナイパーカスタム - 狙撃用ビームライフルで遠距離から狙撃してくるが至近距離で現われることもある。
- RGM-79SP ジム・スナイパーII - 狙撃用ビームライフルで狙撃してくる。
- RGM-79L ジム・ライトアーマー - ビームジャベリンによる一撃離脱の格闘攻撃を行う。無重力空間で登場するため、トリッキーな動きでプレイヤーを翻弄する。なお、従来の設定と異なり耐久力は通常のジムより高い。
- RGM-79F 陸戦型ジム - 主にジム編隊を率いる隊長機として登場する。100mmマシンガンを掃射する機体もいる。
- RGM-79FP ジム・ストライカー（テスト機） - ツイン・ビームスピアーによる突撃攻撃及びジャンプ攻撃を行う。必ずカート機とロビン機を交互に狙ってくる。
- RGM-79G ジム・コマンド - ビーム・ガンによる射撃を行う。宇宙空間を舞台にしたステージで登場し、無重力を活かしたトリッキーな動きでプレイヤーを翻弄する。

ガンタンク系列MS
- RX-75 ガンタンク
- RX-75 量産型ガンタンク - 120mm低反動キャノン砲か、40mm4連装ボップミサイルランチャーを撃ってくる。

戦闘機、MA等、その他
先行量産型ボール（ボールK）以外の機体は、マシンガン1発で落とすことが可能。
- ボール - 180mm低反動キャノン砲を撃ってくる。もろいぶん数で攻める。
- 先行量産型ボール（ボールK） - マシンガンの掃射やマニピュレーターによる残骸投げで攻撃してくる。速さ、耐久力とも高く中ボス的な存在。
- コア・ブースター - 特に戦闘には参加せずバックを飛んでいる。撃ち落とす事でボーナスが入る。
- セイバーフィッシュ - 戦場を飛び回るだけで特に攻撃はしてこない。
- パブリク - ビーム拡散用ミサイルを撃ってくる。
- フライ・マンタ - ミサイルを投下してくる。
- ファンファン - ミサイルを発射してくる。

戦艦
メガ粒子砲を撃ってくるが、その砲台が弱点（撃ち込み場所）になっている。
- サラミス
- マゼラン

#### ボス使用兵器
ガンダム系列MS
近接攻撃と書かれているものはヒートホークでの反撃が可能。「修羅双連撃」を狙うチャンスにもなる。
- RX-78-1 プロトタイプ・ガンダム - ステージ1のボスとして登場。ビームライフル発射、跳躍空中回転からのビームライフル乱射、ビームサーベルでの斬りつけ（近接攻撃）、跳躍からのビームサーベルの突き刺し（近接攻撃）などを行う。着地する際バランスを崩し隙だらけになることもある。
- RX-79(G) 陸戦型ガンダム - ステージ2のボス「陸戦ガンダム小隊」として3機登場。ともに100mmマシンガン、ビームサーベル（近接攻撃）や盾を掲げての突進（近接攻撃）などを行う。バリー・バルザリー機は180mmキャノン、ミサイルランチャーなど豊富な武装を持つ。ナオ・ジェシカ・パーカー機は他の武装を持たない分、近接攻撃を多用する。セバスチャン・クリエ機は180mmキャノンを持ち、1人になるとそれのみを使うようになる。
- FA-78-1 フルアーマー・ガンダム - ステージ3のボスとして登場。アーマー装着時は動きは非常に鈍く歩行で移動するが、防御力が高く、2連装ビームライフルや、それによる殴りつけ（近接攻撃）を行う。アーマーを排出後は動きが素早くなり、攻撃も跳躍からの蹴り（近接攻撃）が追加される。なお、当機の素体に使用されているガンダムはRX-78-1仕様、いわゆる「プロトタイプガンダム」である。アーマー部分はブルーで塗装されている。
- RX-78-4 ガンダム4号機、RX-78-5 ガンダム5号機 - ステージ4の中ボスとして2機ともに登場。4号機は攻撃力が非常に高いメガビームランチャーでのなぎ払いや、通常のビームライフル発射を行う。1機になるとメガビームランチャーは使わなくなる。5号機はジャイアントガトリングガンでの掃射攻撃を行ってくる。
- RX-78-2 ガンダム - ステージ4のボス（最終ボス）として登場。（特定の条件で、カラーリングが大河原バージョンに変更）第1形態では、ビームライフルの発射、ハイパーバズーカの発射、そして両者の一斉発射で攻撃してくる。第2形態では、ビームライフルの発射や、高速移動からのビームサーベル（近接攻撃）で攻撃してくる。また前者では、背面撃ちも行う。
- RX-78-3 G-3ガンダム - 特定の条件で、ガンダムと入れ替わってステージ4のボス（最終ボス）として登場。

ジム系列MS
- RGM-79SP ジム・スナイパーII - 不死身の第四小隊隊長サウス・バニングの機体。ビームライフルや、ビームサーベルを扱う。
- RGM-79GS ジム・コマンド宇宙戦仕様 - 不死身の第四小隊各隊員の機体。ビーム・ガンやビームサーベルを扱う。

戦艦
- ペガサス級3番艦 - ステージ1の中ボスとして登場(HARDルートのみ)。第1形態（左面）からは、2連装メガ粒子砲、対空機銃座3門から機銃を撃つ。またガンキャノン1機が護衛についている。第2形態（正面）からは、2連装メガ粒子砲、ミサイル発射装置4門からのミサイルを撃つ。
- ビッグ・トレー - ステージ2の中ボスとして登場。前方の2連装砲、左右後方の3連装砲を撃ってくる。また小刻みに震えたあと、超高速の体当たり攻撃も行う。

## 『戦士の記憶』
前作『修羅の双星』は、テレビシリーズ『機動戦士ガンダム』の内容に沿って戦場（ステージ）を進んでいくストーリー形式だったが、今作は任意にステージを選択していくミッション形式になっている。例えば、『修羅の双星』の3面のソロモンでの作戦をクリア後に、1面のジャブローに挑戦するといった、時系列に逆らった遊び方もできる。他の変更点は、「勲章」の追加、敵の新たな攻撃行動や敵配置の変化などがある。下記に記載がない項目は、前作と同じ内容である。

### ザクの搭載武装の変更点
ザクマシンガン
前作では、コントローラーのグリップに付いているボタンを押して離す（バズーカ発射準備に移行し戻す）だけでリロードができたが、『戦士の記憶』では、弾切れ時以外はリロードされなくなった。
ヒートホーク
コントローラーのグリップに付いているボタンとトリガーの同時押しに変更。任意での使用が可能になったが、プレイヤーによっては入力ミスが生じやすく、バズーカの暴発を引き起こすのが難点。また、ヒートホークの斬撃後の演出が白（斬り付け失敗）、黄（近接攻撃後に斬り付け）、緑（近接攻撃前に斬り付け、ガンダム戦ならばゲージ出現）の3種類になった。
必殺技「修羅双連撃　紅蓮」「修羅双連撃　蒼龍」
新たに追加された対ガンダム戦専用の必殺演出。クラッカーを使用せず、格闘攻撃をされる直前でのヒートホーク攻撃のみでSPゲージを出現させ、マシンガンを撃ち込むことでゲージをフルにすると発動する。SPゲージを貯めきったのがカート（1P）だと「紅蓮」が、ロビン（2P）だと「蒼龍」が発動する。
「紅蓮」はまずロビン機がマシンガンとバズーカを乱射。ガンダムのガードをこじ開けてさらにバズーカを直撃させる。そこにカート機がヒートホークで縦横無尽に斬り付けていく。
「蒼龍」もまずロビン機がマシンガンとバズーカを乱射。ガンダムのガードをこじ開けてそこにカート機がヒートホークで縦横無尽に斬り付けていく。とどめにロビン機が狙いをつけたバズーカを発射し、ガンダムに直撃させる。

### 勲章
『戦士の記憶』で追加されたシステム。前述のとおり本作はミッション形式だが、各ミッションには必要勲章数が設定されており、所持している勲章がそれより少ない場合、そのミッションには挑めない。スタート時の勲章数は0から始まり、ミッションクリア時に難易度に応じて支給される（EASY1つ、NOMAL2つ、HARD3つ、VERY HARD4つ）。また各ミッションには特定の敵を倒すなどで獲得できる「隠し勲章」が基本的に2つずつ隠されている。

### ミッション紹介
ミッションを8つクリアすると、最終ボスとの決戦になる。
ジャブロー降下作戦
前作のステージ1-1。難易度はEASY。必要勲章数はなし。
赤い彗星
前作のステージ1-2EASY。難易度はEASY。必要勲章数は1。
ペガサスは翔べず
前作のステージ1-2HARD。難易度はHARD。
激闘!プロトタイプガンダム
前作のステージ1-3。難易度はEASY。必要勲章数は2。
地下基地からの脱出
新ステージ。前作のステージ1-3終了後にあたる。大量のGMによる猛攻を潜り抜け、ジャブローからの脱出を目指す。難易度はHARD。必要勲章数はなし。
ビッグ・トレーの脅威
前作のステージ2-1。難易度はEASY。必要勲章数は6。
囲まれた街
前作のステージ2-2。難易度はNORMAL。必要勲章数はなし。
対決、ガンダム小隊
前作のステージ2-3。難易度はNORMAL。必要勲章数は8。
ソロモン防衛戦
前作のステージ3-1。難易度はNORMAL。必要勲章数はなし。
秘密兵器防衛指令
新ステージ。前作のステージ3-1と3-2の間にあたる。連邦軍のミサイル投下から、ハッチを防衛する。難易度はHARD。
ドズル出撃
前作のステージ3-2。難易度はHARD。
閃光のタイムリミット
前作のステージ3-3。難易度はVERY HARD。
その名はアレックス
新ステージ。サイド6「リボー」コロニーでアレックスと戦う。難易度はHARD。必要勲章数は10。
敵主力艦隊を落とせ
前作のステージ4-1。難易度はHARD。
ボールの挑戦
前作のステージ4-2。難易度はNORMAL。必要勲章数は3。
激戦のア・バオア・クー
前作のステージ4-3。難易度はVERY HARD。
強襲！フルバーニアン
勲章を30個集めることで出現する隠しステージ。コンペイトウに名を変えたソロモンの宙域で、ガンダム試作1号機 フルバーニアンと戦う。難易度はVERY HARD。この戦いのみプレーヤーのザクがツノのある隊長機に変更されている。
決戦
前作のステージ4ボス戦。脱出するグワジンを守るため、ガンダムと戦う。難易度はVERY HARD。

### 登場兵器の変更点
ジオン公国軍MS
プレイヤーの戦闘に参加し、微弱ながら敵にダメージを与える。誤射した場合-1000点の減点となる。
地球連邦軍MS
攻撃を受けた際のダメージモーションが追加された。
ガンキャノン系列MS
- RGC-80 ジムキャノン - 行動パターンが変化し、ビームキャノンに変更された。

ジム系列MS
- RGM-79 ジム - 跳躍からのビームサーベルの突き刺し、盾を掲げての突進（いずれも近接攻撃）が追加された。ビームスプレーガンによる射撃の直前に撃たれると1発で倒れ、ボーナス得点が獲得できるようになった。
- RGM-79FP ジム・ストライカー - 行動パターンが変化し、斬り付け方も新しいものが追加された。同一プレイヤーを連続して狙うこともある。
- RGM-79L ジムライトアーマー - 行動パターンが変化した。
- RGM-79G ジム・コマンド - ブルパップ・マシンガンに武装が変更された。

MA等、その他
- ボール - 出現する数が増加し、ステージによっては画面を埋め尽くす程の数で登場することもある。

ガンダム系列MS
- RX-78NT-1 ガンダムアレックス - 第1形態ではチョバムアーマーを装着している。ビームライフルや、殴りつけ（近接攻撃）などで攻撃してくる。第2形態では90mmガトリングガンも使うようになる。突進後の攻撃パターンが様々で、普通にビームサーベルで斬り付け（近接攻撃、この場合のみ後部から青いブースト排気のようなものが出ている）、一瞬止まって跳躍からの斬り付け（近接攻撃）、急停止からのガトリングガン発射などがある。なお、搭乗パイロットのカットインがないためパイロットは不明。
- RX-78GP01 フルバーニアン - ビームライフルとビームサーベル（近接攻撃）を扱う。後者は連続で攻撃してくる場合があり、ヒートホークで斬りつけてもさらに攻撃してくる場合がある。こちらも搭乗パイロットは不明。